# 銚子電鐵800型電車
銚仔電鐵800型電車是日本私鐵銚子电铁於日本千葉縣，在1986年至2010年9月间使用的電車。

## 内部
採纵向長條座位，車廂两端都装有收费箱，由一人操作，無空調。

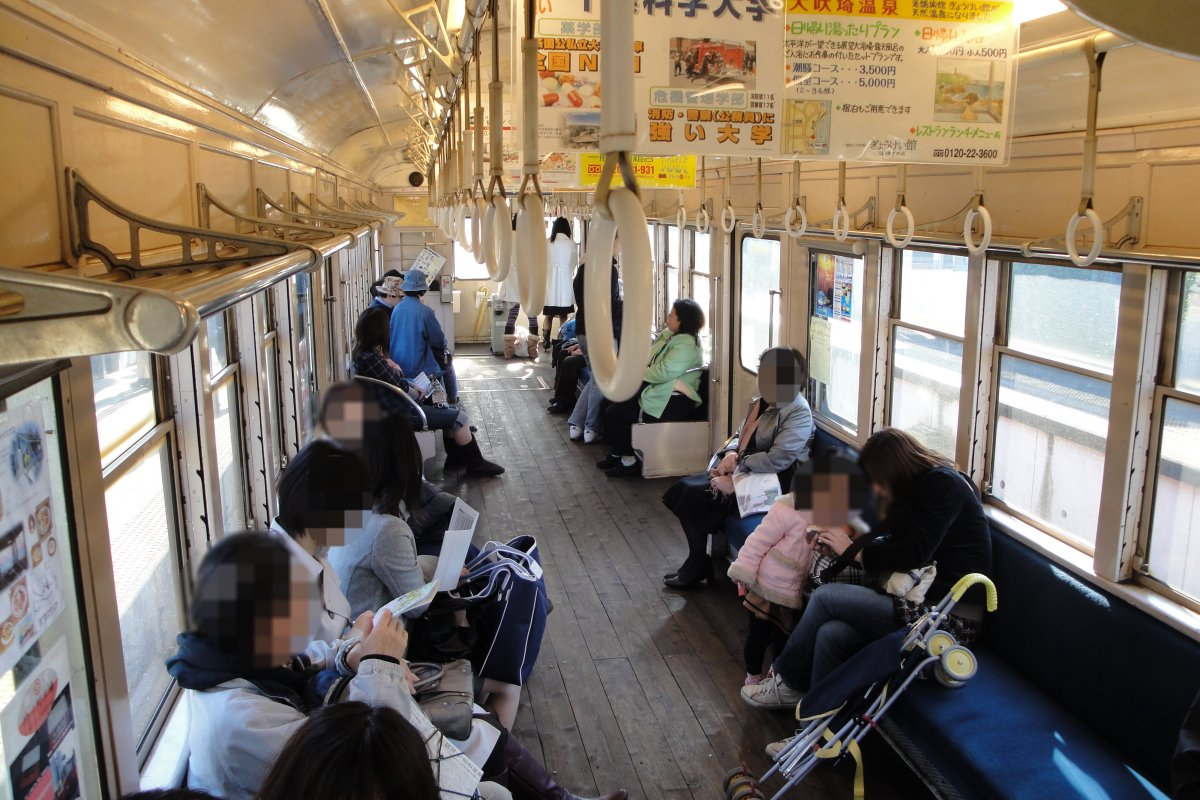
車廂內部，2009年11月。

## 历史
銚子鐵道於1985年10月购买前伊予鐵道100型（車號モハ 106），於1986年2月改装。本車由帝國車輛建造於1950年，原車號クハ 405，在1961年又加裝一個驾驶室，成為モハ 106。后來移除了第二个驾驶室并增加了端面门，从1967年起，驾驶室恢复使用，但仍保留端面門。
| 車號    | 舊車號   | 制造商   | 製造日期 | 改造日期      | 退役日期  |
| ------- | -------- | -------- | -------- | ------------- | --------- |
| デハ801 | モハ 106 | 帝國車輛 | 1950年   | 1986年2月12日 | 2010年9月 |

銚子电铁進行的改裝包括封閉后来增加的驾驶室端門（外川站方向），并用日本車輛D-16型转向架替换原始的日立MIC转向架。

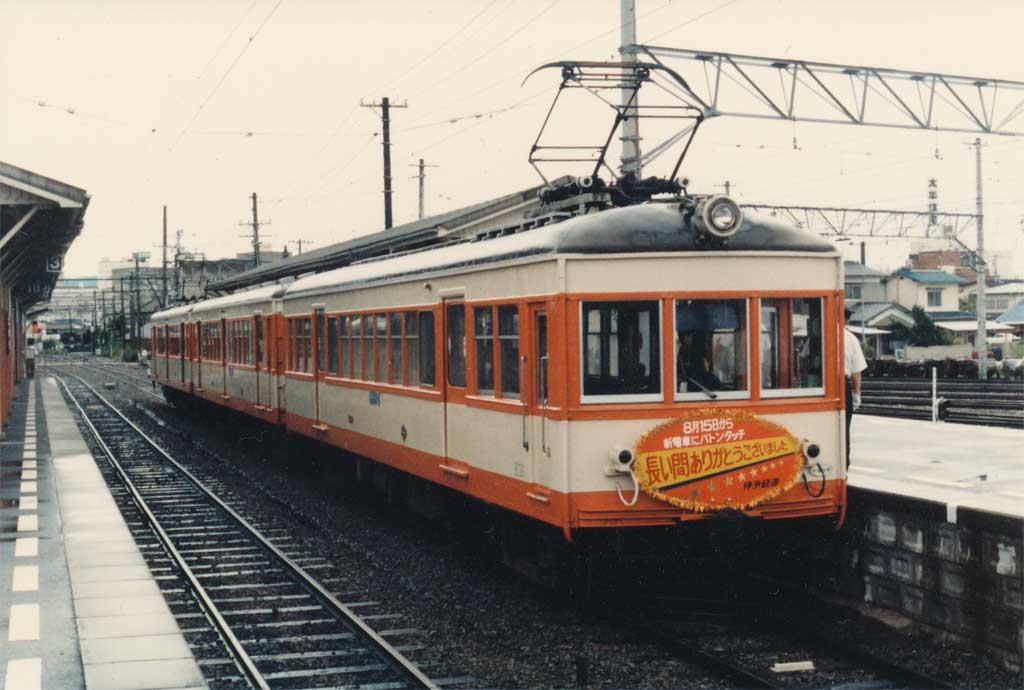
同型車伊予鐵道モハ103號車於1984年的退役運轉。
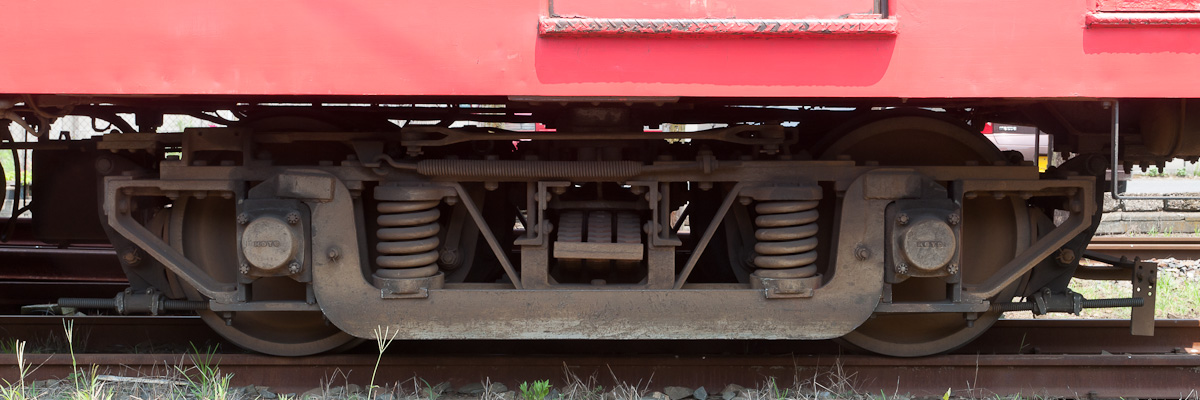
日本車輛D-16转向架，2010年7月

1990年，该车塗裝從原有的红色和奶油色，改為“新”銚子鐵道的棕色和红色塗裝。
本車在2010年9月23日最後一天營運後退役。最初保存在外川站旁邊的路線，後來移到笠上黒生站後面的倉庫。从2015年5月1日起，该车移到外川站附近，作為博物馆，展示昭和时期的玩具。

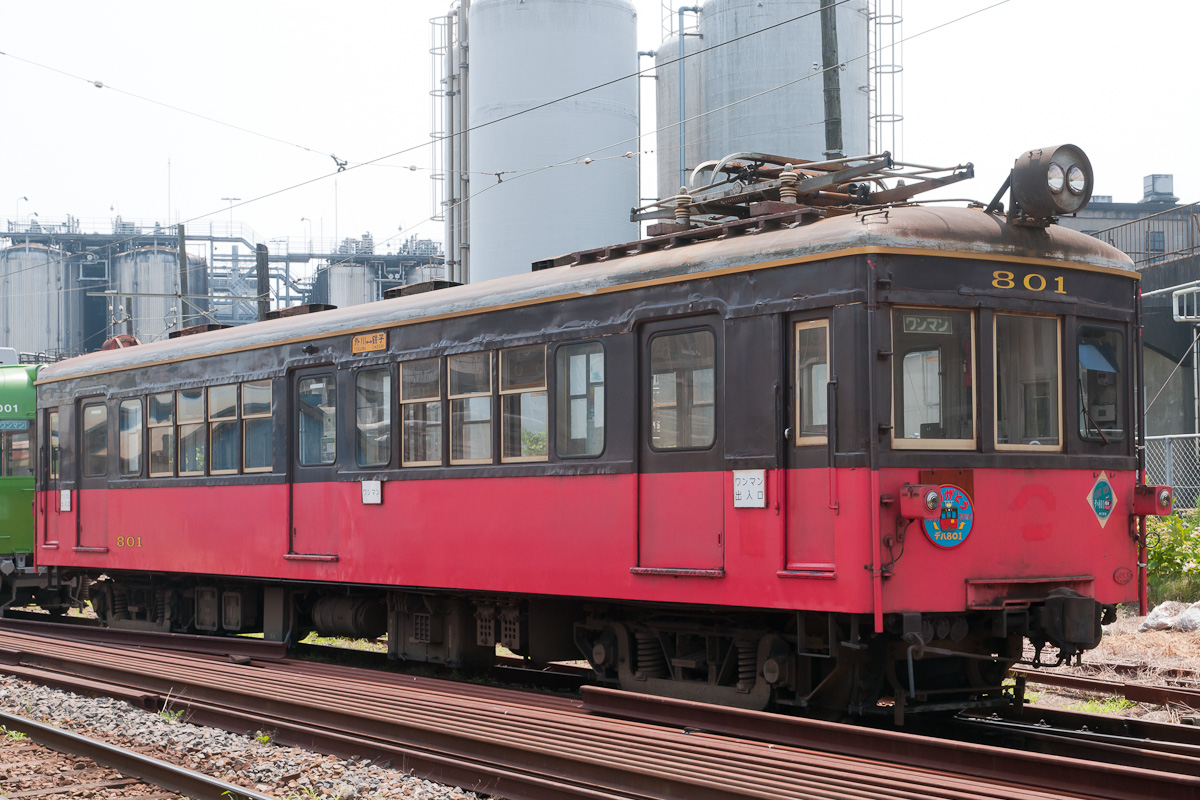
銚子站方向的801號車。2010年7月。
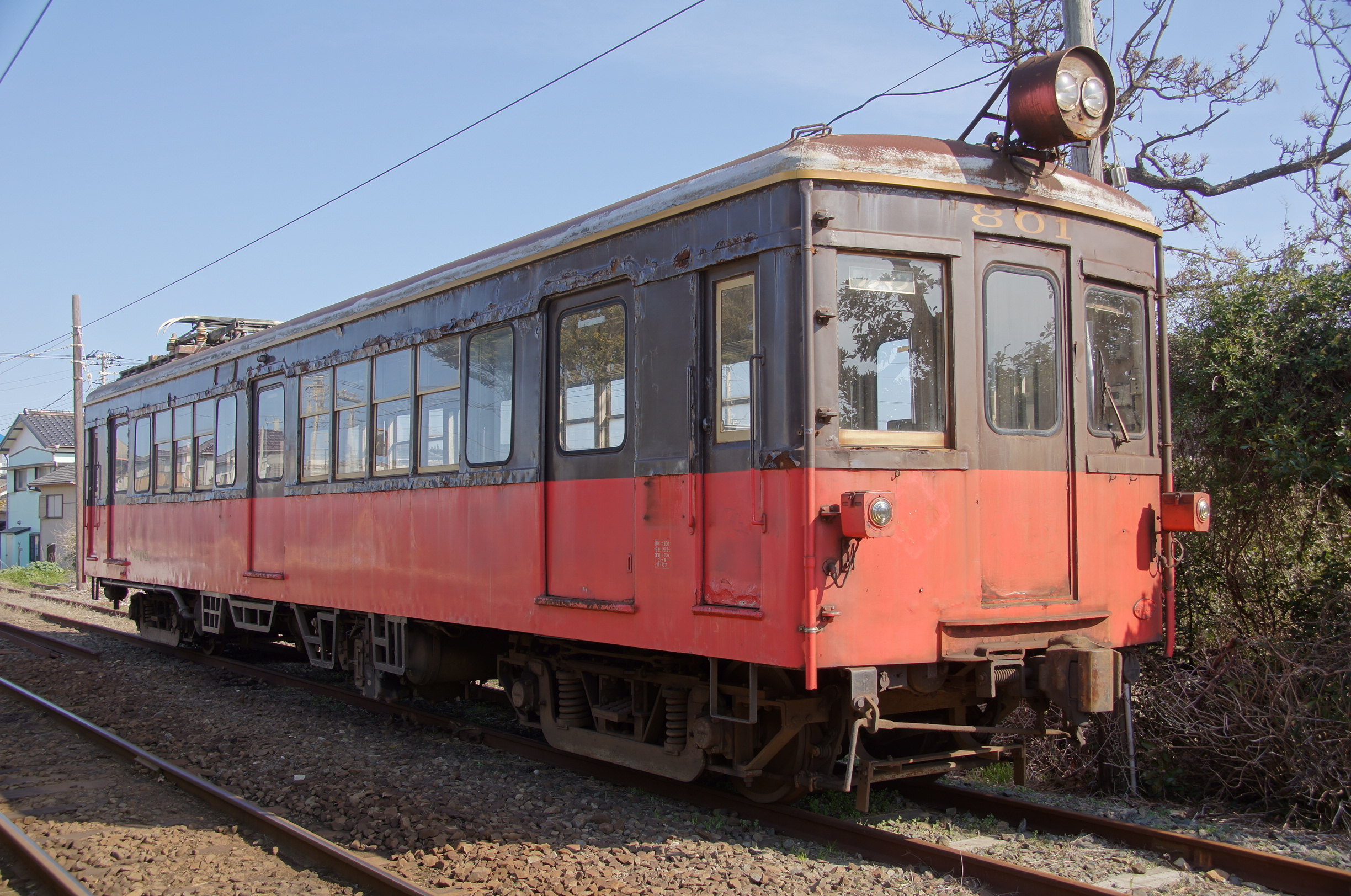
退役後停放在外川站旁边存放的801號車，2012年1月。
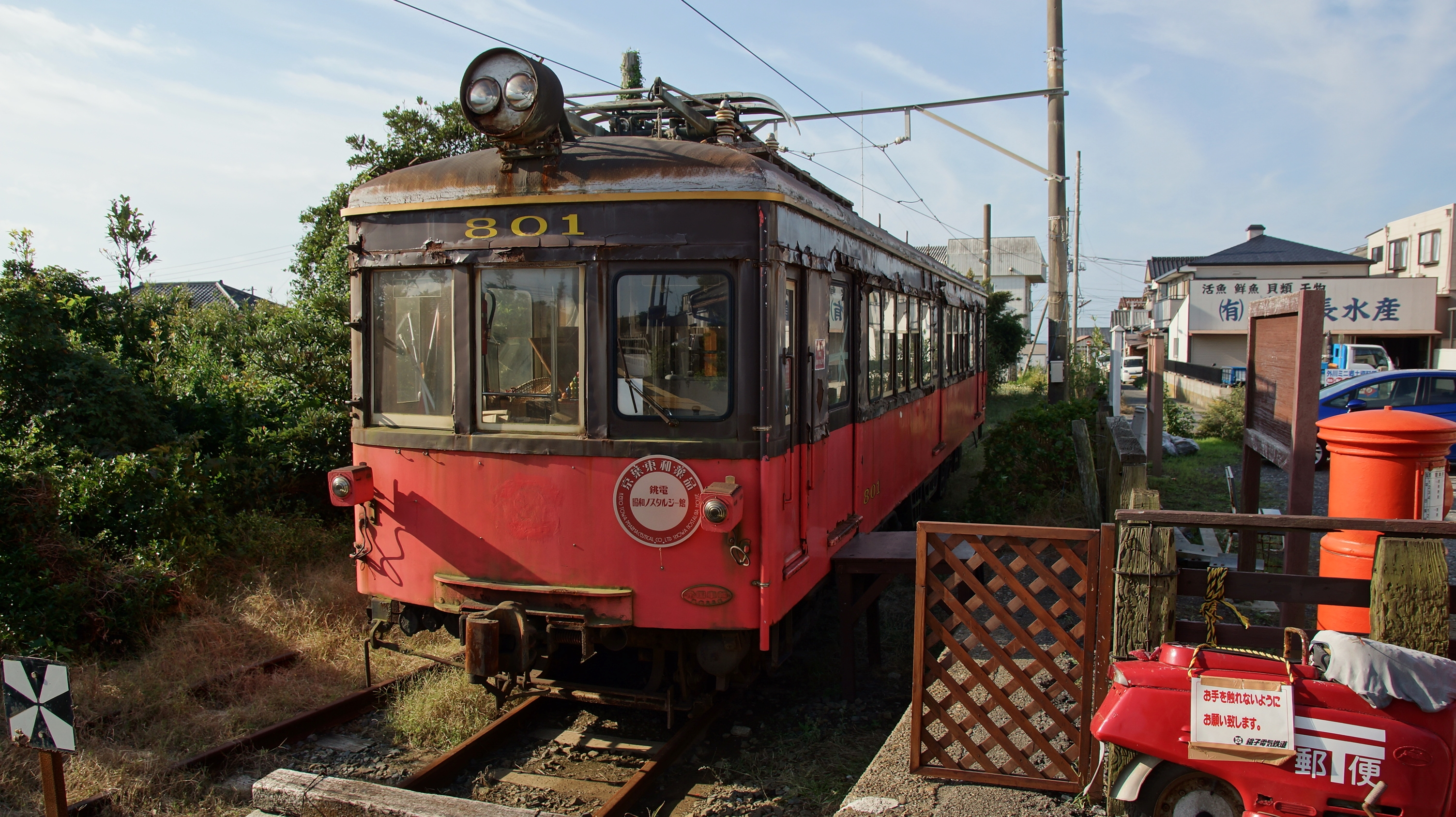
2015年10月，801號車成为京王东和制药昭和怀旧博物馆，外川站外。